# 良岑美並
良岑 美並（よしみね の みなみ?、生没年不詳）は、平安時代ごろの貴族。別名・椋橋美並。良岑恒則の嫡男で、良岑頼利の父である。

## 人物
美並は、尾張国丹羽郡の郡司・良岑恒則の子に生まれる。延暦4年（904年）から天暦9年（955年）まで郡務にあたったとされる。美並の子孫である良岑高成（上総守）は、良岑氏流前野氏の始祖・前野高長の父である。高成の娘で高長の妹にあたる人物は平忠盛の側室となり、平忠度を生んだとされている。良岑氏は桓武天皇と百済永継の子である良岑安世を祖とする氏族 で、種別としては皇別に分類される。本貫は山城国で、後裔には児玉丹羽氏や良岑氏流前野氏などがある。この美並も良岑安世の子孫にあたる。

## 系譜
- 父：良岑恒則
- 母：不詳
- 妻：伴清助（伴善男の孫）の娘
  - 男子：良岑時頼（元利親王に仕える）
  - 女子：大膳大夫　源蕃平の妻（出雲守為尭の母）
  - 女子：三河守　紀理綱の妻（左京亮傳相の母）
  - 男子：良岑頼利
  - 男子：忍性（権律師）